# دنیس کوگلین (بازیکن فوتبال)
دنیس کوگلین (انگلیسی: Dennis Coughlin؛ زادهٔ ۲۶ نوامبر ۱۹۳۷) بازیکن فوتبال اهل بریتانیا است.
از باشگاه‌هایی که در آن بازی کرده‌است می‌توان به باشگاه فوتبال سوانزی سیتی اشاره کرد.